# Плавання на Чемпіонаті світу з водних видів спорту 2023 — змішана естафета 4x100 метрів комплексом
Змагання з плавання в змішаній естафеті 4x100 метрів комплексом на Чемпіонаті світу з водних видів спорту 2023 відбулися 26 липня 2023 року.

## Рекорди
Перед початком змагань світовий рекорд і рекорд чемпіонатів світу були такими:
| Світовий рекорд          | Велика Британія | 3:37.58 | Токіо (Японія)      | 31 липня 2021 |
| Рекорд чемпіонатів світу | США             | 3:38.56 | Будапешт (Угорщина) | 26 липня 2017 |

## Результати

### Фінал
Фінал відбувся о 11:56 за місцевим часом.
| Місце | Заплив | Доріжка | Країна                       | Плавці | Час           | Примітки      |
| ----- | ------ | ------- | ---------------------------- | --- | ------------- | ------------- |
| 1     | 5      | 4       | США                          | Кетрін Беркофф (59.12) Джош Матені (58.45) Дер Роуз (50.50) Еббі Вейтцейл (52.40)                                | 3:40.47       | Q             |
| 2     | 4      | 4       | Австралія                    | Бредлі Вудворд (53.63) Самуель Вілльямсон (58.88) Емма Маккеон (56.70) Шейна Джек (51.66)                        | 3:40.87       | Q             |
| 3     | 5      | 5       | Нідерланди                   | Маайке де-Ваард (1:00.07) Арно Каммінга (58.72) Нілс Корстаньє (50.53) Марріт Стінберген (52.13)                 | 3:41.45       | Q             |
| 4     | 4      | 3       | Китай                        | Сюй Цзяюй (52.68) Ян Цзібей (59.00) Ванг Юічун (57.46) У Цінфен (53.35)                                          | 3:42.49       | Q             |
| 5     | 4      | 5       | Велика Британія              | Меді Гарріс (59.71) Джеймс Вілбі (59.34) Джейкоб Пітерс (51.03) Анна Гопкін (53.39)                              | 3:43.47       | Q             |
| 6     | 5      | 6       | Канада                       | Інґрід Вілм (59.68) Джеймс Дергюсофф (1:00.24) Меґґі Мак-Ніл (56.74) Руслан Ґазієв (47.66)                       | 3:44.32       | Q             |
| 7     | 4      | 6       | Японія                       | Рьосуке Іріє (53.63) Іппей Ватанабе (59.48) Аі Сома (57.73) Рікако Ікее (53.95)                                  | 3:44.79       | Q             |
| 8     | 4      | 2       | Німеччина                    | Оле Брауншвайґ (53.66) Лукас Мацерат (58.97) Анґеліна Келер (56.65) Ліза-Марі Фінгер (56.06)                     | 3:45.34       | Q             |
| 9     | 4      | 8       | Швеція                       | Ганна Росвалл (1:00.37) Ерік Перссон (1:00.12) Луїс Ганссон (57.05) Бйорн Селіґер (48.31)                        | 3:45.85       |               |
| 10    | 5      | 7       | Франція                      | Паулін Майо (1:00.45) Клемент Бідар (1:00.11) Станіслас Уїлль (51.69) Беріль Гастальделло (52.82)                | 3:46.07       |               |
| 11    | 5      | 3       | Італія                       | Лоренцо Мора (54.69) Федеріко Поджо (58.87) Іларія Біанкі (58.39) Констанца Коккончеллі (54.13)                  | 3:46.08       |               |
| 12    | 5      | 2       | Польща                       | Ксаверій Масюк (53.88) Домініка Штандера (1:06.61) Адріан Яскєвич (51.35) Корнелія Ф'єдкевич (54.45)             | 3:46.29       |               |
| 13    | 3      | 5       | Південна Корея               | Лі Еун Джі (1:00.41) Чой Донг Йоль (59.50) Кім Йонг Беом (52.25) Хур Йон Гйон (54.93)                            | 3:47.09       |               |
| 14    | 4      | 7       | Греція                       | Апостолос Хрістоу (52.99) Аркадіос Аспугаліс (1:01.30) Анна Нтунтунакі (57.40) Марія Драсіду (55.88)             | 3:47.57       |               |
| 15    | 4      | 1       | Ізраїль                      | Анастасія Горбенко (1:00.13) Рон Полонський (1:00.17) Томер Франкель (52.15) Дарія Головатий (55.31)             | 3:47.76       |               |
| 16    | 5      | 1       | Бразилія                     | Гільєрме Бассето (54.28) Дженніфер Консейсан (1:08.07) Кайкі Мота (51.51) Стефані Балдуччіні (54.14)             | 3:48.00       |               |
| 17    | 3      | 3       | Нова Зеландія                | Гелена Гассон (1:00.68) Джош Гілберт (1:01.03) Ванесса Увеханд (59.07) Carter Swift (48.48)                      | 3:49.26       |               |
| 18    | 1      | 4       | Мексика                      | Міранда Гранья (1:03.11) Мігель де Лара (1:00.94) Афіна Менезес (1:00.75) Андрес Дупонд (48.58)                  | 3:53.38       |               |
| 19    | 5      | 9       | Естонія                      | Армін Еверт Лелле (57.16) Енелі Єфімова (1:06.83) Даніел Зайцев (52.61) Алекса Ґолд (56.90)                      | 3:53.50       |               |
| 20    | 1      | 2       | Бельгія                      | Стен Франкс (56.25) Флорін Гаспар (1:08.80) Валентін Дюмон (59.67) Лукас Енвокс (49.34)                          | 3:54.06       |               |
| 21    | 4      | 0       | Угорщина                     | Арон Секелі (55.96) Далма Шебештьєн (1:09.75) Лора Коморочі (1:00.86) Даніель Масарош (50.25)                    | 3:56.82       |               |
| 22    | 5      | 0       | Колумбія                     | Сантьяго Корредор (57.59) Хорхе Мурілльйо (1:01.41) Карен Дуранго (1:01.89) Сірена Рове (56.58)                  | 3:57.47       |               |
| 23    | 3      | 4       | Словаччина                   | Тереза Іван (1:03.44) Франтішек Яблчнік (1:06.21) Андреа Подманікова (1:02.11) Матей Душа (49.93)                | 4:01.69       |               |
| 24    | 3      | 7       | Багамські Острови            | Ламар Тейлор (55.03) Ранішка Гіббс (1:15.42) Даванте Карі (54.80) Зейлі Томпсон (58.73)                          | 4:03.98       |               |
| 25    | 3      | 6       | Перу                         | Алексія Сотомайор (1:05.21) Маккенна Дебевер (1:14.36) Дієго Балбі (54.18) Хоакін Варгас (51.25)                 | 4:05.00       |               |
| 26    | 4      | 9       | Таїланд                      | Саовані Бонамфай (1:06.29) Дуліават Кевсрійонг (1:05.50) Навафат Вонгчароен (54.85) Каманчанок Кванмуанг (58.49) | 4:05.03       |               |
| 27    | 1      | 7       | Панама                       | Кароліна Сермеллі (1:04.75) Емілі Сантос (1:10.68) Джанкарло Кальдерон Гарпер (56.95) Тайлер Крістіансон (54.70) | 4:07.08       |               |
| 28    | 2      | 1       | Вірменія                     | Артур Барсегян (1:02.72) Ашот Чахоян (1:05.45) Варсенік Манучарян (1:03.02) Ані Погосян (58.64)                  | 4:09.83       |               |
| 29    | 1      | 6       | Монголія                     | Аріунтамір Енх-Амгалан (1:08.41) Батбаяр Енхтамір (1:06.87) Енхтур Ерхес (58.15) Батбаяр Енххуслен (57.02)       | 4:10.45       |               |
| 30    | 3      | 1       | Відсторонена федерація       | Свалех Абубакар Таліб (1:06.03) Марія Брунлехнер (1:13.83) Емілі Мутеті (1:02.71) Моньйо Майна (52.79)           | 4:15.36       |               |
| 31    | 3      | 8       | Уганда                       | Аднан Кабіє (1:03.60) Тендо Мукалазі (1:07.40) Тара Налувоза (1:09.31) Кірабо Намутебі (59.39)                   | 4:19.70       |               |
| 32    | 3      | 0       | Ангола                       | Сальвадор Гордо (1:01.31) Марія Лопес Фрейтас (1:20.21) Ліа Аня Ліма (1:07.36) Енріке Маскерангас (52.27)        | 4:21.15       |               |
| 33    | 2      | 2       | Бахрейн                      | Асма Лефахлер (1:13.55) Абдулла Халід Джамал (1:06.11) Алі Садек Алаві (1:00.75) Аях Бінраджаб (1:03.99)         | 4:24.40       |               |
| 34    | 2      | 7       | Нігерія                      | Клінтон Опуте (1:07.38) Адаку Нванду (1:23.16) Доркас Абенг (57.10) Колінс Обі Ебінга (1:01.26)                  | 4:28.90       |               |
| 35    | 3      | 9       | Північні Маріанські острови  | Ісая Алексенко (58.58) Марія Баталлонес (1:21.15) Ентоні Делеон (1:03.42) Шоко Літулумар (1:08.78)               | 4:31.93       |               |
| 36    | 2      | 9       | Папуа Нова Гвінея            | Ебігейл Ай Том (1:15.56) Джорджія-Лейс Вейл (1:17.41) Натаніель Нока (1:03.88) Джош Тарере (55.46)               | 4:32.31       |               |
| 37    | 2      | 8       | Федеративні Штати Мікронезії | Кайлер Антоні Кіхленг (1:12.03) Тасі Лімтіако (1:04.17) Кестра Кіхленг (1:14.09) Таєнна Адамс (1:06.67)          | 4:36.96       |               |
| 38    | 2      | 0       | Кабо-Верде                   | Ла Троя Пінья (1:16.55) Джайла Пінья (1:14.28) Трой Пінья (1:06.82) Аілтон Ліма (59.46)                          | 4:37.11       |               |
| 39    | 2      | 3       | Танзанія                     | Ріа Саве (1:16.14) Хілаль Хемед Хілаль (1:15.91) Коллінс Салібоко (58.97) Софія Латіфф (1:06.33)                 | 4:37.35       |               |
| 40    | 1      | 3       | Тонга                        | Капелі Сіуа (1:10.09) Ноелані Дей (1:25.13) Фінау Оафі (1:00.29) Чарісса Пануве (1:03.91)                        | 4:39.42       |               |
| 41    | 2      | 4       | Гуам                         | Ісраелль Поппе (1:03.93) Амая Боллінжер (1:38.00) Джеймс Хендрікс (57.58) Міа Лі (1:01.17)                       | 4:40.68       |               |
| 42    | 2      | 5       | Мальдіви                     | Алі Іман (1:05.47) Хамна Ахмед (1:31.10) Мохамед Ріхан Шіхам (1:03.93) Мераль Айн Латхіф (1:10.14)               | 4:50.64       |               |
| 43    | 1      | 5       | Антигуа і Барбуда            | Did not start | Did not start | Did not start |
| 43    | 3      | 2       | Іспанія                      | Did not start | Did not start | Did not start |
| 43    | 5      | 8       | Сінгапур                     | Did not start | Did not start | Did not start |
| 43    | 2      | 6       | Малаві                       | Аммара Пінто (1:19.09) Філіпе Гомес Мухаммад Алі Муса TТаяміка Чанганамуно                                       | Disqualified  | Disqualified  |

Фінал відбувся о 21:48 за місцевим часом.
| Місце | Доріжка | Країна          | Плавчині                                                                                         | Час     | Примітки |
| ----- | ------- | --------------- | ------------------------------------------------------------------------------------------------ | ------- | -------- |
| 1     | 6       | Китай           | Сюй Цзяюй (52.42) Цінь Хайян (57.31) Чжан Юйфей (55.69) Чен Юйцзє (53.15)                        | 3:38.57 |          |
| 2     | 5       | Австралія       | Кейлі Маккіон (58.03) Зак Стабблеті-Кук (58.84) Метью Темпл (50.63) Шейна Джек (51.53)           | 3:39.03 |          |
| 3     | 4       | США             | Раян Мерфі (52.02) Нік Фінк (58.19) Торрі Гаск (58.19) Кейт Дуглас (51.79)                       | 3:40.19 |          |
| 4     | 3       | Нідерланди      | Маайке де-Ваард (1:00.05) Арно Каммінга (59.00) Нілс Корстаньє (50.67) Марріт Стінберген (52.09) | 3:41.81 |          |
| 5     | 2       | Велика Британія | Меді Гарріс (59.76) Джеймс Вілбі (59.47) Джейкоб Пітерс (51.11) Анна Гопкін (52.86)              | 3:43.20 |          |
| 6     | 7       | Канада          | Кайлі Масс (59.19) Джеймс Дергюсофф (1:00.69) Меґґі Мак-Ніл (56.30) Руслан Ґазієв (47.54)        | 3:43.72 |          |
| 7     | 1       | Японія          | Рьосуке Іріє (53.42) Іппей Ватанабе (59.60) Аі Сома (58.40) Рікако Ікее (53.91)                  | 3:45.33 |          |
| 8     | 8       | Німеччина       | Оле Брауншвайґ (54.00) Лукас Мацерат (59.97) Анґеліна Келер (56.74) Неле Шульц (54.91)           | 3:45.62 |          |